# روجولو
روجولو (لومبارد: روجول) هي بلدية (بلدية) في مقاطعة سوندريو في منطقة لومبارديا الإيطالية.
تقع على بعد حوالي 80 كيلومترًا (50 ميلًا) شمال شرق ميلانو وحوالي 30 كيلومترًا (19 ميلًا) شرق ميلانو. . في 31 ديسمبر 2004 ، كان عدد سكانها 568 نسمة ومساحتها 13.0 كيلومتر مربع (5.0 ميل مربع).
يحد روغولو بلدية: أندالو فالتيلينو، كوزيو فالتيلينو، ديليبيو، مانتيلو، بيديسينا، بريمانا، راسورا.

## الإدارة
| دال  | ال        | نوم            | كاريكا  | ليستا / بارتيتو          |
| ---- | --------- | -------------- | ------- | ------------------------ |
| 1990 | 1995      | برونو مايورانا | سينداكو | ليستا اليانزا ديموقراطية |
| 1995 | 1999      | فرانكو فيريه   | سينداكو | ليستا اليانزا ديموقراطية |
| 1999 | 2004      | ماتيو ديلوكا   | سينداكو | ليستا اليانزا ديموقراطية |
| 2004 | 2009      | ماتيو ديلوكا   | سينداكو | ليستا اليانزا ديموقراطية |
| 2009 | في كاريكا | ماتيو فيريه    | سينداكو | ليستا اليانزا ديموقراطية |

## معرض الصور

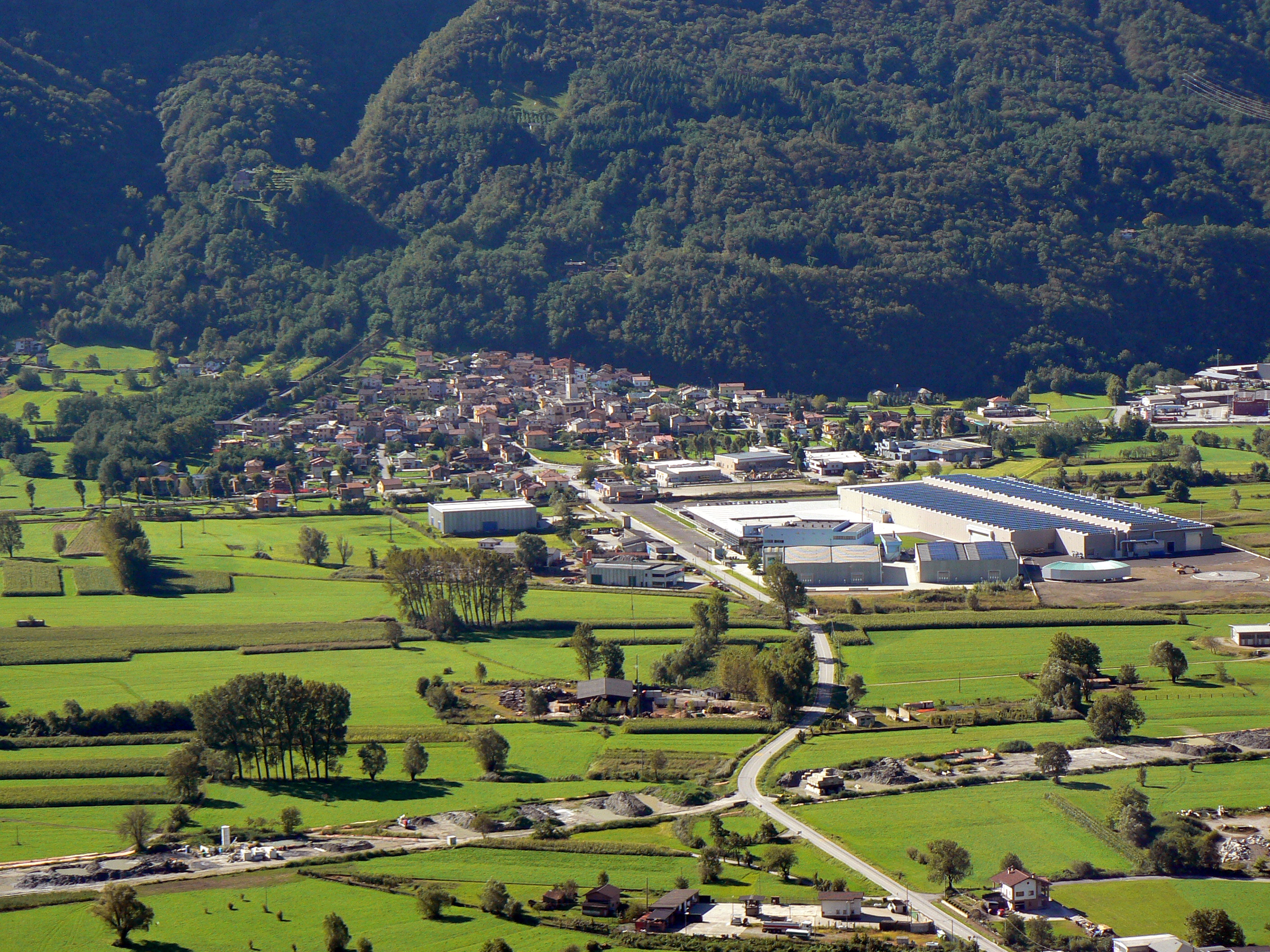
روجولو 2010
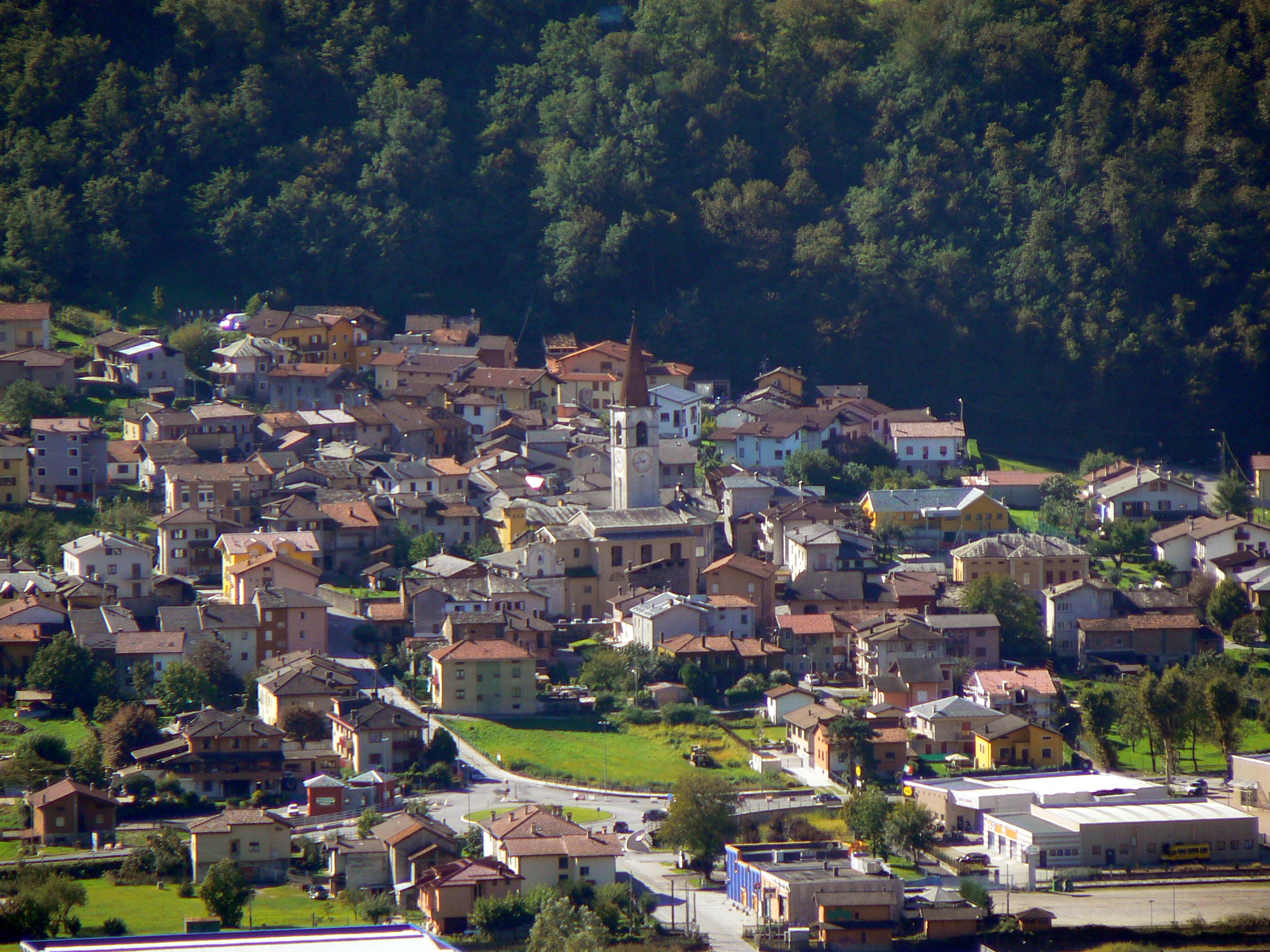
Abitato di Rogolo 2010

## الروابط الخارجية
- Comunita Montana Valtellina di Morbegno - Comune di Rogolo